# Kelimutu
Kelimutu ([kəliˈmutu]) là một núi lửa, gần thị xã Moni ở trung bộ đảo Flores của Indonesia có 3 đỉnh hồ miệng núi lửa có màu thay đổi. Tiwu Ata Mbupu (Hồ người già) thường có màu xanh da trời là hồ cực tây trong ba hồ, cách hai hồ kia 200 m. Hai hồ kia, Tiwu Nuwa Muri Koo Fai (Hồ chàng trai trẻ và thiếu nữ) có màu xanh lục và Tiwu Ata Polo (hồ mê hoặc và nổi bật) có màu đỏ được tách bởi một tường miệng núi lửa chung.
Cứ sau một khoảng thời gian nhất định màu nước trong ba hồ lại thay đổi. Năm 2009, màu nước của cả ba hồ chuyển sang xanh lục nhạt.
Tháng 12 năm 2008, màu nước trong hai hồ thay đổi. Từ màu đen, nước trong hai hồ phía đông lần lượt chuyển sang xanh lục thẫm và xanh dương. Nước trong hồ phía tây vẫn giữ màu đen.
Người ta cho rằng khí phun ra từ những lỗ dưới đáy hồ là nguyên nhân gây nên hiện tượng nước đổi màu trong hai hồ ở phía đông. Khi các loại khí bên dưới đáy hồ phun lên qua các lỗ, chúng tương tác với những chất khoáng trong hồ khiến màu nước thay đổi. 
Viện Khoa học Indonesia khẳng định nếu nước trong một hồ chuyển sang màu xám thẫm thì đó là dấu hiệu báo trước núi lửa sắp phun trào.
Núi này nằm trong vườn quốc gia Kelimutu.